# هاري روبسون
هاري روبسون (1 أغسطس 1904 في المملكة المتحدة - 31 أغسطس 1968 في المملكة المتحدة) (بالإنجليزية: Harry Robson)‏ هو لاعب كريكت بريطاني (وحمل سابقاً جنسية المملكة المتحدة لبريطانيا العظمى وأيرلندا). لعب مع المقاطعات الوطنية للكريكيت الإنجليزي والويلزي ‏ وNorthumberland County Cricket Club ‏.

## وصلات خارجية
- هاري روبسون على موقع إي آس بي آن كريك إنفو (الإنجليزية)